# Герб Октябрьского района (Оренбургская область)
Герб Октябрьского района (Оренбургская область) — официальный символ района наряду с флагом. Герб Октябрьского района утверждён 25 июля 2003 года, включён в Государственный геральдический регистр Российской Федерации под номером 1272.

## Описание
Описание герба:

В червлёном поле окаймлённый золотом лазоревый косвенный крест, обременённый соединёнными в такой же крест двумя золотыми колосьями— решение Совета депутатов муниципального образования "Октябрьский район" № 211 от 25 июля 2003 года.

## Символика
Октябрьский район в современных границах создан в 1965 году, однако история района содержит в себе многочисленные преобразования, изменения, реорганизации, что в гербе показано красным цветом поля герба. Одноимённый центр района — село Октябрьское, основано в 1785 году переселенцами из Тамбовской, Тульской, Воронежской губерний и первоначально называлось Дедово; в 1800 году, после слияния с селом Исаево, — с. Исаево-Дедово, впоследствии Каширинск. Соответственно и район назывался Исаевским, затем Каширинским и с 1930-х годов — Октябрьским.
Крест напоминает римскую цифру десять: октябрь — десятый месяц года. Таким образом, герб является полугласным. Красный цвет в геральдике символизирует труд, жизнеутверждающую силу, мужество, праздник, красоту. Колосья символизируют различные отрасли сельского хозяйства, на производстве которых специализируется Октябрьский район со своими степными равнинами. Золото — символ высшей ценности, богатства, величия, постоянства, прочности, силы, великодушия, интеллекта и солнечного света. Лазурь дополняет колорит природы — по территории района протекают реки Салмыш, Большой Юшатырь, многочисленные небольшие речки, множество озёр. Лазурь — символ истины, чести и добродетели, чистого неба и водных просторов.